# Sự nhu động

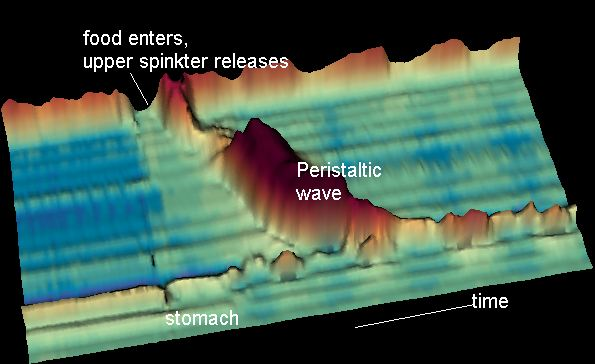
Một sơ đồ không-thời gian của một sóng nhu động sau khi nuốt một ngụm nước. Giá trị áp suất cao có màu đỏ, không áp lực là màu xanh lam-xanh lá cây. Phần nhô lên ở phần trên của hình ảnh là áp suất cao của cơ thắt thực quản trên mà chỉ mở ra một thời gian ngắn để cho nước trôi qua.

Một hình ảnh đơn giản giải thích sự nhu động

Sự nhu động (peristalsis) là sự co bóp lượn sóng đi dọc theo các cơ quan hình ống như ruột. Chúng được tạo ra do sự co rút và thư giãn luân phiên của cơ vành và cơ dọc trong thành cơ quan hình ống như ruột. Ở ruột, sự co bóp này trộn thức ăn và đẩy chúng dọc theo ruột.
Thuật ngữ này cũng mô tả chuyển động ngoằn ngoèo của giun đất và các động vật không xương sống khác, trong khi đó một phần cơ thể co rút thì phần kia kéo dài ra..
Nó cũng là sóng co lại theo chiều dọc bắt đầu bằng sóng thư giãn của các cơ bắp.
Từ này xuất phát từ tiếng Latin và có nguồn gốc từ tiếng Hy Lạp là  peristallein, nghĩa là "để bọc xung quanh," từ ven nghĩa là "xung quanh" + stallein nghĩa là "đặt".

## Giun đất

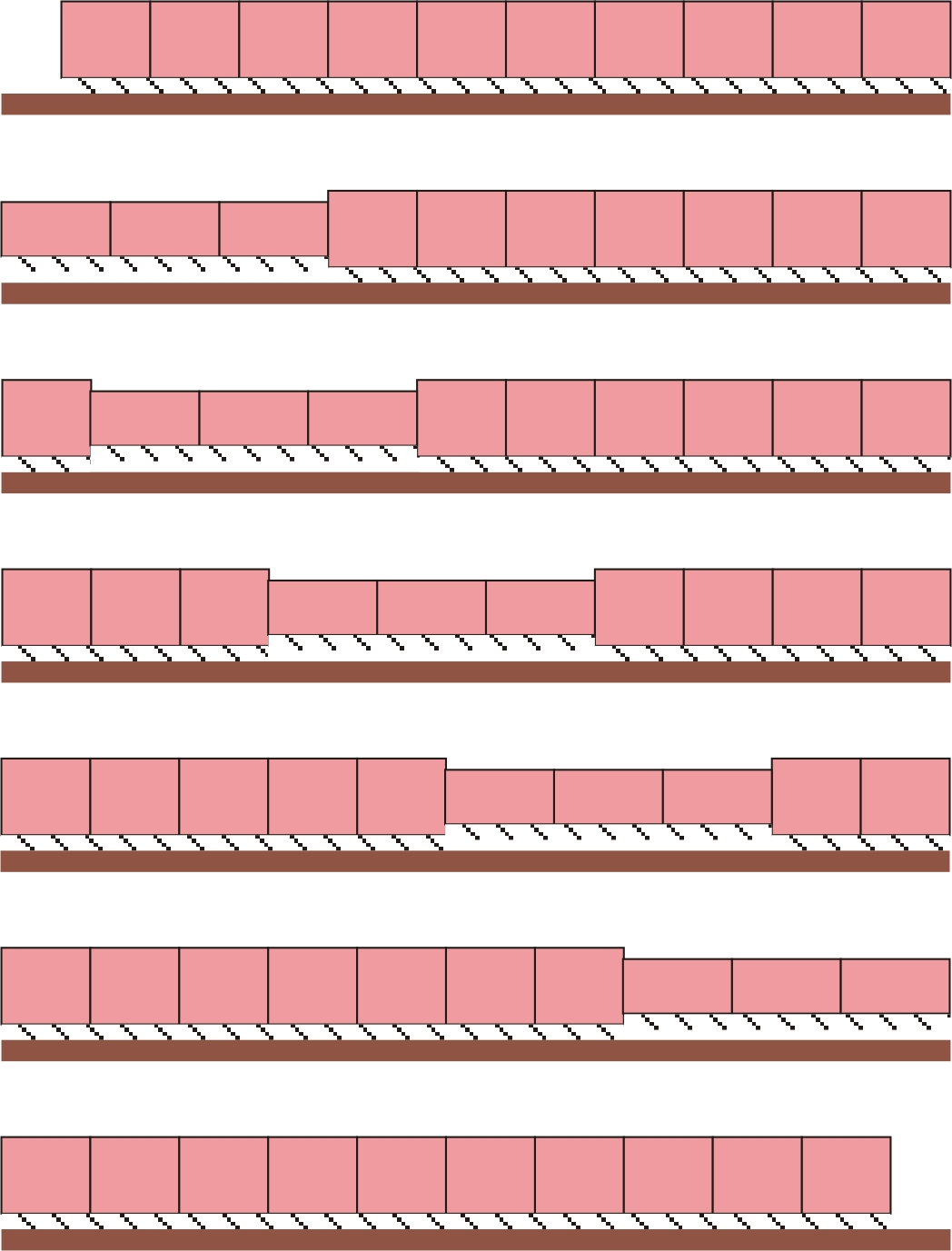
Biểu đồ nhu động của một con giun trong khi di chuyển

Giun đất có bộ xương thủy tĩnh di chuyển bằng sự nhu động ruột. Bộ xương thủy tĩnh này bao gồm một khoang cơ thể chứa đầy dịch lỏng được bao quanh bởi một bức tường cơ thể mở rộng. Giun di chuyển bằng cách thắt phần trước của cơ thể, dẫn đến sự gia tăng chiều dài qua áp lực thủy tĩnh.

## Người máy
Nhu động cũng được áp dụng cho robot có thể vận động.